# Martina Roos
Jaqueline Martina Roos, född 25 mars 1963 i Köpenhamn, är en finländsk sångerska, sångpedagog och skådespelare. 

## Biografi
Roos studerade 1986–1987 vid teaterhögskolan i Strasbourg, 1989–1997 vid Helsingfors konservatorium och därtill vid Sibelius-Akademin och Teaterhögskolan. Hon var 1983–1986 engagerad bland annat vid Svenska Teatern, frilans 1988–1997, vid Esbo teater 1996 och vid Svenska Teatern 1998–1999. 
Roos har i flera roller lyckats kombinera temperamentsfullt skådespelarkunnande med sin musikalitet och vackra sångröst, bland annat som Hodel i Spelman på taket, som sopranen Sharon i Masterclass och som Lady Jacquie i Me and My Girl – alla dessa framgångsrika uppsättningar på Svenska Teatern. En levande och gripande karaktärsroll gjorde hon som Annie Sullivan, Helen Kellers insiktsfulla lärare i Miraklet. Hon medverkade också i tv-serien Hovimäki som Marie Lindhof och i tv-programmet La Vie en Roos.